# Slåttjärnen (Ramsjö socken, Hälsingland, 689940-149693)
Slåttjärnen är en sjö i Ljusdals kommun i Hälsingland och ingår i Ljusnans huvudavrinningsområde.